# Slovenská ragbyová únia
Slovenská ragbyová únia – ogólnokrajowy związek sportowy, działający na terenie Słowacji, posiadający osobowość prawną, będący jedynym prawnym reprezentantem słowackiego rugby 15-osobowego i 7-osobowego, zarówno wśród mężczyzn, jak i kobiet we wszystkich kategoriach wiekowych w kraju i za granicą.
Odpowiedzialny jest za prowadzenie słowackich drużyn narodowych, a także za szkolenie zawodników oraz organizowanie krajowych rozgrywek ligowych – obecnie jedynie w rugby 7, zarówno w wydaniu męskim, jak i żeńskim. Jedyna zorganizowana drużyna rugby piętnastoosobowego, Slovan Bratysława, występował w czeskiej pierwszej lidze, wcześniej uczestnicząc w rozgrywkach pierwszej ligi węgierskiej.
Początek istnienia rugby na terenie obecnej Słowacji wyznacza powstanie klubu ŠK Slávia Bratysława w roku 1925, będącego jednocześnie pierwszą drużyną uprawiającą ten sport w ówczesnej Czechosłowacji. Dwa lata później powstała Československá rugbyová unie z siedzibą w Bratysławie. W 1930 r. klub przestał istnieć i rugby na Słowacji zanikło na dwie dekady. Ożywienie nastąpiło za sprawą pojawienia się tej gry w jednostkach wojskowych w 1948 roku – założony przez żołnierzy klub Dukla Bratysława w 1956 r. awansował do najwyższej klasy rozgrywkowej w czechosłowackim rugby, jednak przestał działać w 1962 roku. Odrodzenie przyniósł początek XXI wieku, kiedy powstała drużyna Slovan Bratysława.
Powstały w 2004 r. związek członkiem FIRA-AER został w czerwcu tego samego roku, a przez Słowacki Komitet Olimpijski został uznany w grudniu 2010, pierwszy międzypaństwowy mecz zorganizował natomiast 14 października 2006 r. Obecnie zrzesza sześć klubów i około dwustu zawodników.
Od grudnia 2009 r. prezesem SRU jest Eduard Krutzner, który zastąpił piastującego rok to stanowisko Nowozelandczyka Stuarta McNutta. Wcześniej tę funkcję pełnił Marek Kačmár.